# Награди „Оскар“ (70-а церемония)
Седемдесетата церемония по връчване на филмовите награди „Оскар“ се провежда на 23 март 1998 година. На нея се връчват призове за най-добри постижения във филмовото изкуство за предходната 1997 година. Събитието се провежда в Шрайн Аудиториум, Лос Анджелис, Калифорния. Водещ на представлението за шести път е актьорът Били Кристъл, който получава награда Еми за представянето си.
Историческата морска драма „Титаник”, на режисьора Джеймс Камерън, доминира през тази вечер с цели 14 номинации за награда в различните категории, печелейки 11 от тях. По този начин, филмът изравнява както постижението за най-много номинации на „Всичко за Ева” от далечната 23-та церемония, така и рекорда за най-много спечелени статуетки на „Бен-Хур” от 32-рата церемония.
Сред останалите основни заглавия са романтичната комедия „Колкото толкова“ на Джеймс Брукс, студентската драма „Добрият Уил Хънтинг“ на Гас Ван Сант, криминалната ретро мистерия „Поверително от Ел Ей“ на Къртис Хенсън и британският трагикомичен фарс „Време за мъже“ на Питър Катанео.
За произведението си „Да разнищим Хари“, Уди Алън получава тринадесетата си номинация за „Оскар“ в категорията за най-добър оригинален сценарий.

## Филми с множество номинации и награди
| Долуизброените филми получават повече от 2 номинации в различните категории за настоящата церемония: - 14 номинации: Титаник - 9 номинации: Добрият Уил Хънтинг, Поверително от Ел Ей - 7 номинации: Колкото толкова - 4 номинации: Амистад, Време за мъже, Кундун, Крилете на гълъбицата - 3 номинации: Буги нощи, Мъже в черно | Долуизброените филми получават повече от 1 награда „Оскар“ на настоящата церемония: - 11 статуетки: Титаник - 2 статуетки: Колкото толкова, Добрият Уил Хънтинг, Поверително от Ел Ей |

## Номинации и награди
Долната таблица показва номинациите за наградите в основните категории. Победителите са изписани на първо място с удебелен шрифт.
| Най-добър филм | Най-добър режисьор |
| --- | --- |
| - Титаник - Колкото толкова - Време за мъже - Добрият Уил Хънтинг - Поверително от Ел Ей | - Джеймс Камерън – Титаник - Питър Катанео – Време за мъже - Атом Егоян – Примамливото отвъдно - Къртис Хенсън – Поверително от Ел Ей - Гас Ван Сант – Добрият Уил Хънтинг                                              |
| Най-добра мъжка роля | Най-добра женска роля |
| - Джак Никълсън – Колкото толкова - Мат Деймън – Добрият Уил Хънтинг - Робърт Дювал – Апостолът - Питър Фонда – Златото на Ули - Дъстин Хофман – Да разлаем кучетата                         | - Хелън Хънт – Колкото толкова - Хелена Бонъм Картър – Крилете на гълъбицата - Джули Кристи – След залеза - Джуди Денч – Госпожа Браун - Кейт Уинслет – Титаник                                                         |
| Най-добра поддържаща мъжка роля | Най-добра поддържаща женска роля |
| - Робин Уилямс – Добрият Уил Хънтинг - Робърт Форстър – Джаки Браун - Антъни Хопкинс – Амистад - Грег Киниър – Колкото толкова - Бърт Рейнолдс – Буги нощи                                   | - Ким Бесинджър – Поверително от Ел Ей - Джоан Кюсак – Вход и изход - Мини Дайвър – Добрият Уил Хънтинг - Джулиан Мур – Буги нощи - Глория Стюърт – Титаник                                                             |
| Най-добър оригинален сценарий | Най-добър адаптиран сценарий |
| - Добрият Уил Хънтинг – Мат Деймън и Бен Афлек - Колкото толкова – Марк Андрюс и Джеймс Брукс - Да разнищим Хари – Уди Алън - Време за мъже – Simon Beaufoy - Буги нощи – Пол Томас Андерсън | - Поверително от Ел Ей – Брайън Хелгеланд и Къртис Хенсън - Дони Браско – Пол Атанасио - Примамливото отвъдно – Атом Егоян - Да разлаем кучетата – Дейвид Мамет и Хилари Хенкин - Крилете на гълъбицата – Hossein Amini |
| Най-добра кинематография (операторско майсторство) | Най-добър чуждоезичен филм |
| - Титаник – Ръсел Карпентър - Поверително от Ел Ей – Данте Спиноти - Крилете на гълъбицата – Едуардо Сера - Амистад – Януш Камински - Кундун – Роджър Дийкинс                                | - Характер (Нидерландия) - Jenseits der Stille (Германия) - O Que é Isso, Companheiro? (Бразилия) - Тайните на сърцето (Испания) - Крадец (Русия)                                                                       |

## Галерия
| Джеймс Камерън „Оскар“ за режисура | Джак Никълсън „Оскар“ за главна мъжка роля | Хелън Хънт „Оскар“ за главна женска роля | Робин Уилямс „Оскар“ за поддържаща мъжка роля | Ким Бесинджър „Оскар“ за поддържаща женска роля |
| ---------------------------------- | ------------------------------------------ | ---------------------------------------- | --------------------------------------------- | ----------------------------------------------- |
|                                    |                                            |                                          |                                               |                                                 |